# Manëz
Manëz ([manəz]; ook Manzë; bepaalde vorm: Manza), is na de gemeentelijke herinrichting van 2015 een deelgemeente (njësitë administrative përbërëse) van de Albanese stad (bashkia) Durrës in de gelijknamige prefectuur aan de Adriatische Zee.
De plaats ligt in het oosten van het district, tegen de grens met de prefectuur Tirana. Naast de stad zelf omvat de gemeente ook de dorpen Armath, Borç, Hamallaj, Kameras, Kucok, Radë en Shkallë.